# NGC 7610
NGC 7610 este o galaxie spirală situată în constelația Pegas. A fost descoperită în august 1880 de către . Se află la o distanță de 44,46 de megaparseci de Pământ.